# Piast Beatrix német királyné
Beatrix von Schlesien-Schweidnitz hercegnő 1290-ben született, I. (Piast) Bolko schweidnitzi herceg és Ascania Beatrix brandenburgi őrgrófnő harmadik gyermekeként és második leányaként. A szülők 1284. október 4-én házasodtak össze.
Apai nagyszülei: II. Boleszláv, Krakkó hercege és első felesége, Ascania Hedvig anhalti grófnő
Anyai nagyszülei: V. Ottó brandenburgi őrgróf és Henneberg Judit koburgi grófnő
IV. Lajos német-római császár első felesége volt.
Édestestvérei:
- Judit (1287 körül - 1320. szeptember 15.), aki 1299-ben a körülbelül 28 éves I. (Wittelsbach) István alsó-bajorországi herceg felesége lett, s házasságuk mintegy 11 éve során nyolc gyermekük (Ágnes, Beatrix, Frigyes, Judit, Henrik, Erzsébet, Ottó és Lajos) született

- Bolko (1288 körül - 1300. január 30.)

- Bernát (1291 körül - 1326.május 6.), Jawor-Lwówek-Świdnica-Ziębice hercege, aki 1310-ben nőül vette a körülbelül 12 esztendős Piast Kinga lengyel királyi hercegnőt, aki öt örökössel (Bolko, Konsztancia, Erzsébet, Henrik és Beáta) ajándékozta meg hitvesét frigyük mintegy 16 éve során

- Henrik (1292 vagy 1296 - 1346. május 15. előtt), aki 1319-ben elvette az akkor körülbelül 14 éves Přemysl Ágnes cseh királyi hercegnőt, kitől sajnos nem született gyermeke frigyük mintegy 18 éve alatt.

- Erzsébet (született és meghalt 1300-ban)

- Margit (született és meghalt 1300-ban), aki talán Erzsébet ikertestvére volt

- Bolko (1300. február 1 - 1341. június 11.), ő 1321. november 21-én feleségül vette az özvegy Bonne de Savoie vaud-i bárónőt, aki két gyermeket (Miklós és Margaréta) szült férjének házasságuk 19 és fél éve alatt.

- Egy ismeretlen nevű fiúgyermek (körülbelül 1301 eleje - 1307. december 24.)

- Anna (1301. november 21 - 1334. június 24. előtt), ő már 12 nappal apja halála után jött világra, s később önként zárdába vonult, az alsó-sziléziai Strehlen városába, ahol a Szent Klára-rend főnökasszonya lett 1327-ben

Beatrix édesapja 1301. november 9-én elhunyt, körülbelül 31 esztendős özvegye pedig 1308. szeptember 21-én ismét férjhez ment, ezúttal Piast Ulászló koźlei herceg felesége lett, akinek házasságuk mintegy 7 éve alatt két gyermeket szült.
Beatrix féltestvérei (anyja második házasságából): 
- Kázmér (1312 körül - 1347. március 2.), ő lett apja halála után Koźle következő hercege, aki azonban nem nősült meg, s tudomásunk szerint gyermeke sem született

- Eufémia (1313 körül - 1378. január 3.), aki 1333. március 2-án nőül ment az akkor körülbelül 39 esztendős, özvegy, ám gyermektelen I. (Sziléziai-Piast) Konrád oleśnica-i herceghez, akinek két örököst (Hedvig és Konrád) szült frigyük 33 és fél éve alatt.

Beatrix fivére, Bernát volt az, aki úgy gondolta, Bajorország katonai szövetségesként kitűnő választás lenne hercegsége számára, ezért felajánlotta szándéka zálogaként nővére kezét Lajosnak, Felső-Bajorország hercegének. A frigy pedig meg is köttetett, 1308. október 14-én. A vőlegény ekkor 26 éves volt.
| Előd: Brabanti Margit | Német királyné 1314 – 1322 | Utód: II. Margit hainaut-i grófnő |